# غمار قصير القرون
غمار قصير القرون (الاسم العلمي: Gammarus brevicornis) هو نوع من المفصليات يتبع جنس الغمار من الفصيلة الغمارية.